# 豊潮丸
豊潮丸（とよしおまる）は、広島大学が所有し、広島大学生物生産学部が使用する練習船・海洋調査船である。2017年現在稼動しているものは4代目にあたる。

## 概要
豊潮丸 (3代)の代船として、三井造船玉野事業所で建造され2006年11月29日に就航した。呉港の広島大学生物生産学部附属練習船基地を定係地としている。
中国、四国地方で唯一の大学所属の練習船であり、それらの大学をはじめ諸大学との共同研究としても使用されている。トロールなどの表層・中層生物採集設備、海底生物採集設備、海洋環境観測設備などを搭載している。

## 略歴
- 1949年 初代設置 総トン数79トン[7]
- 1959年 2台目設置 総トン数71.84トン 林兼造船下関造船所建造[7]
- 1978年 3台目設置 総トン数320.73トン 内海造船田熊工場建造[7]
- 2006年3月15日 4代目 起工[1]
- 2006年8月6日 4代目 進水[1]
- 2006年8月10日 4代目 命名[1]
- 2006年11月29日 4代目 竣工[1] 総トン数256トン 三井造船株式会社　玉野事業所[7]